# Cinema Queer
Cinema Queer är en filmfestival för HBTQ-film som arrangeras årligen i Stockholm sedan 2012.
Cinema Queer är grundad av Oscar Eriksson och Melissa Lindgren och startade som en queerfilmklubb som utökades till en internationell filmfestival 2012. Festivalen är Sveriges största internationella HBTQ-filmfestival och äger rum sista veckan i september i Stockholm varje år med målet att bredda det heteronormativa biografutbudet i Sverige och skapa en plattform för HBTQ-film i Sverige. År 2019 visades 79 filmer under den sex dagar långa festivalen.
Utöver filmfestivalen anordnas specialvisningar under exempelvis Stockholm Pride och kortfilmsdagen.